# Dalur
Dalur est un village de l'île de Sandoy aux Îles Féroé.
Le village tire son nom de sa situation géographique : en féroïen, Dalur signifie « vallée ».
L'église de Dalur a été bâtie en 1957.